# تسيتسيرناكابيرد
تسيتسيرناكابيرد (بالأرمنية: (Ծիծեռնակաբերդ) هي تلة بُني عليها النصب التذكاري الرسمي في أرمينيا لضحايا الإبادة الجماعية للأرمن التي ارتكبها الأتراك بين عامي 1915 - 1918.
بتاريخ 24 أبريل من كل عام يجتمع الآلاف من الأرمن حول النصب التذكاري في تسيتسيرناكابيرد لإحياء ذكرى ضحايا الإبادة الجماعية من خلال وضع الزائرين لباقات من الزهور احتراما وتكريما لجميع الأشخاص الذين لقوا حتفهم في الإبادة الجماعية للأرمن. على مر السنين، قامت مجموعة واسعة من السياسيين والفنانين والموسيقيين والرياضيين والشخصيات الدينية بزيارة النصب التذكاري.
افتتح متحف الإبادة الجماعية الأرمنية في عام 1995.

## معرض الصور

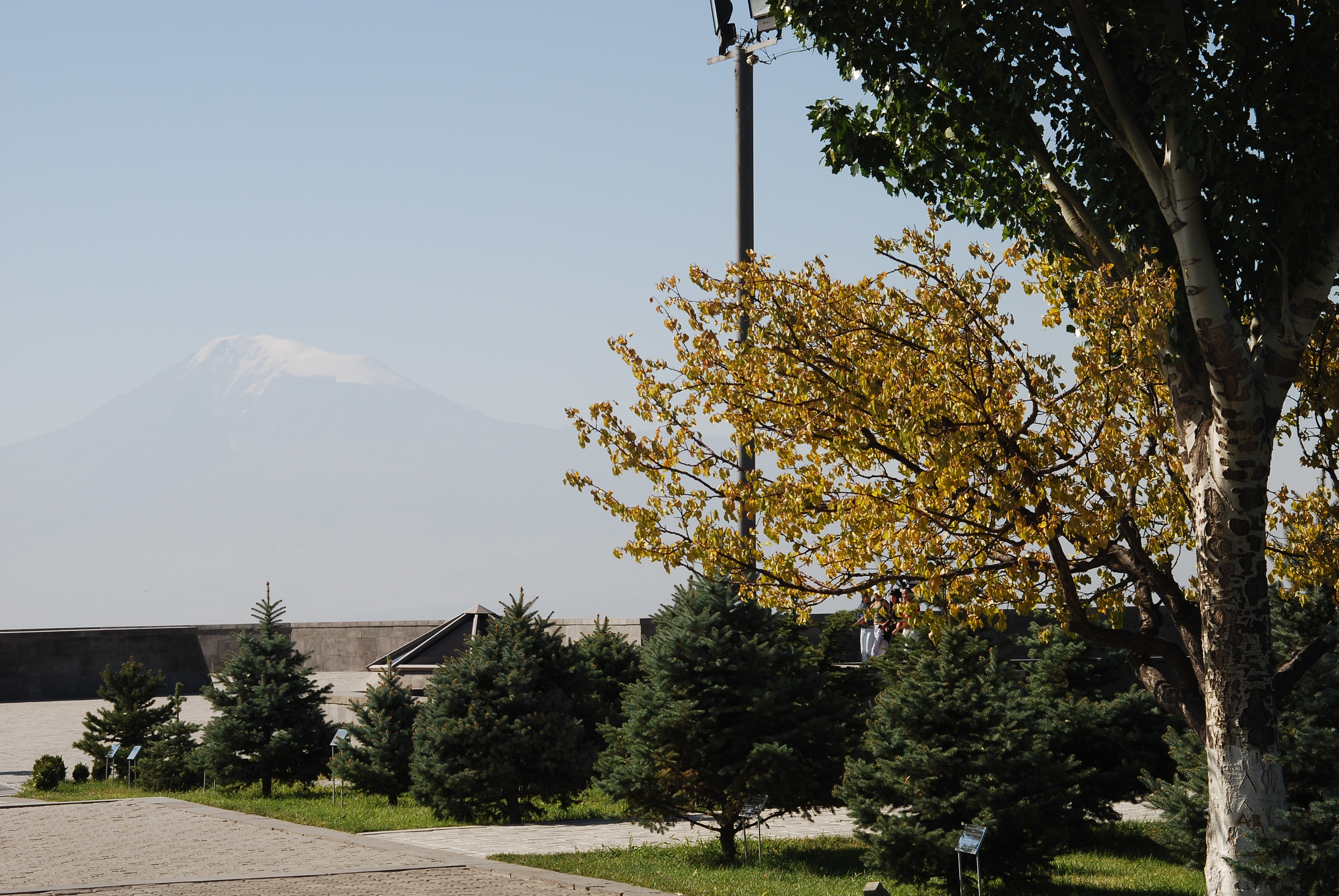
صف من الأشجار التذكارية مزروعة من قبل شخصيات أجنبية
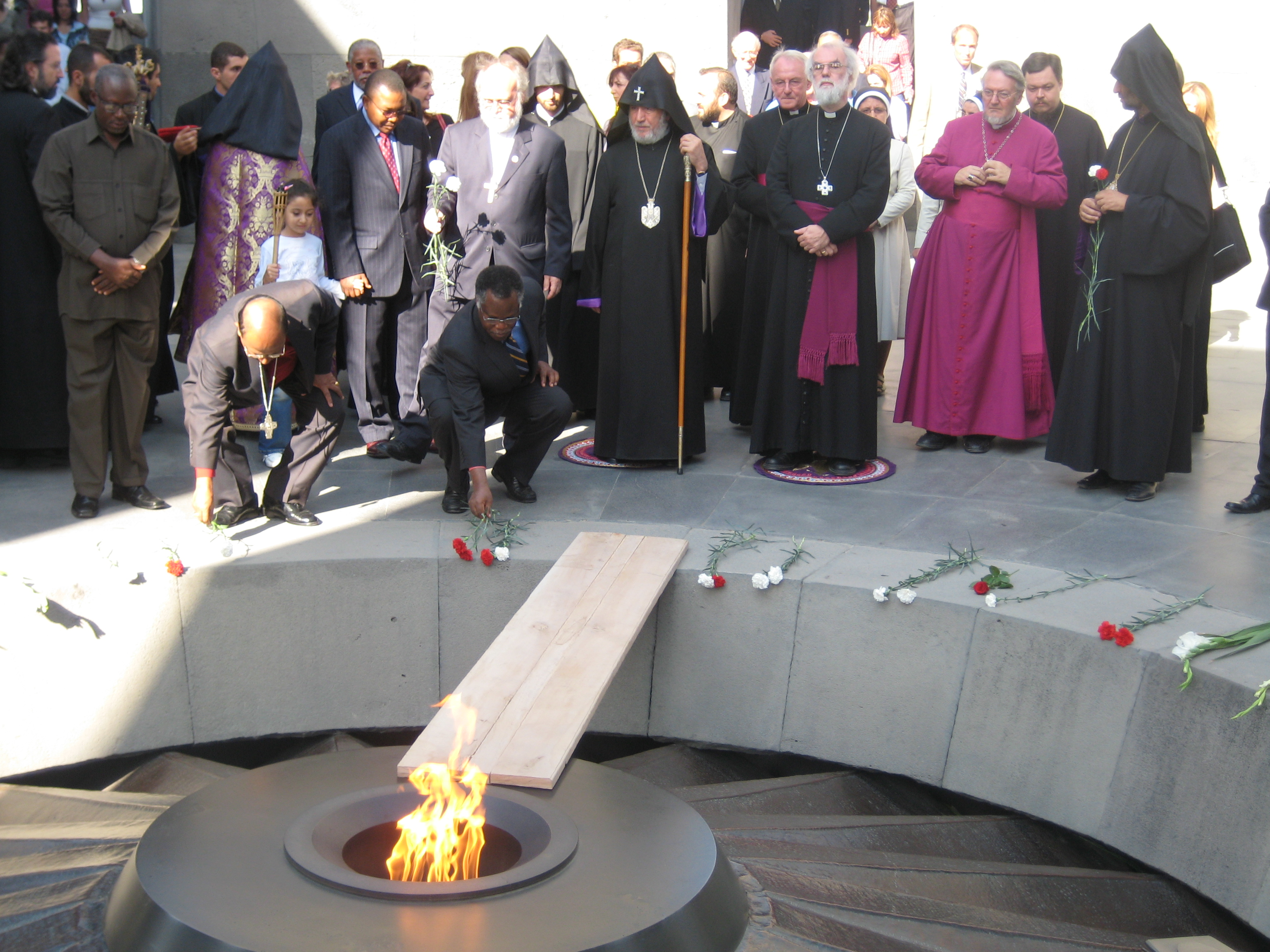
الكاثوليكوس كاريكين الثاني ورئيس الأساقفة روان ويليامز خلال مراسم تذكارية
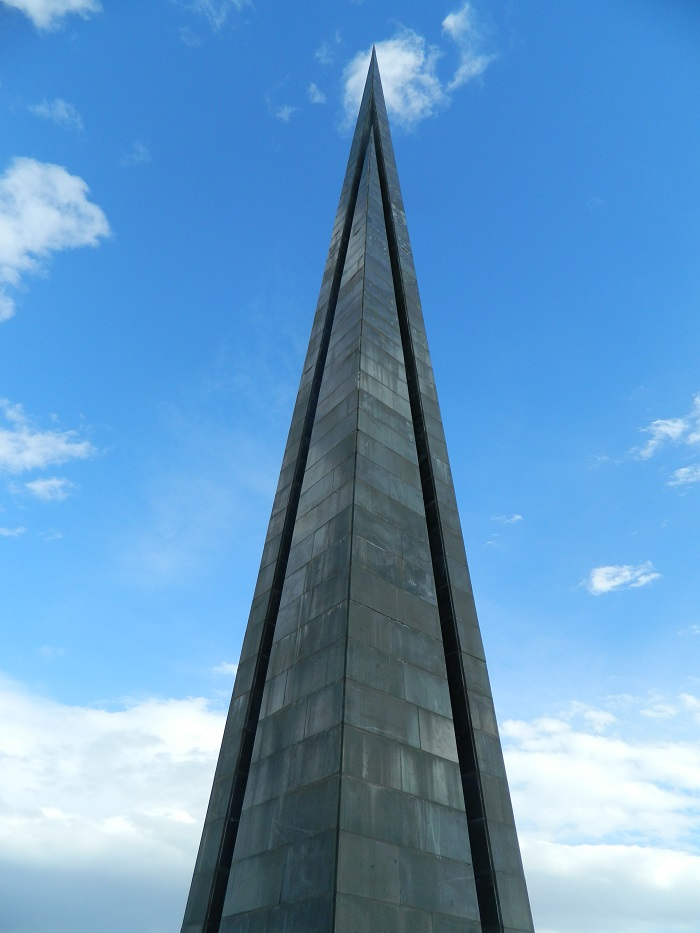
برج
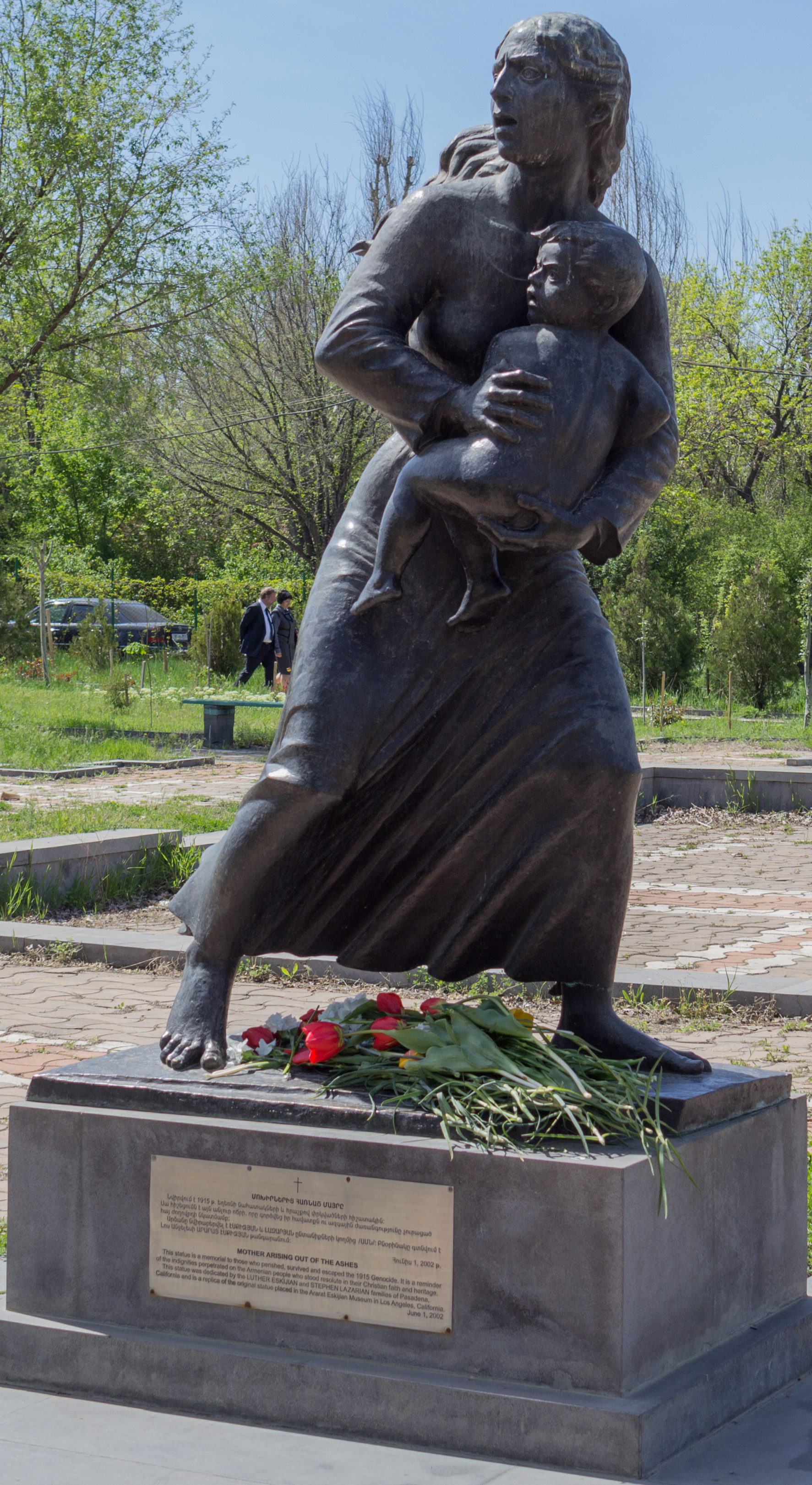
تمثال تذكاري "أم تنشأ من رماد" عام 2002
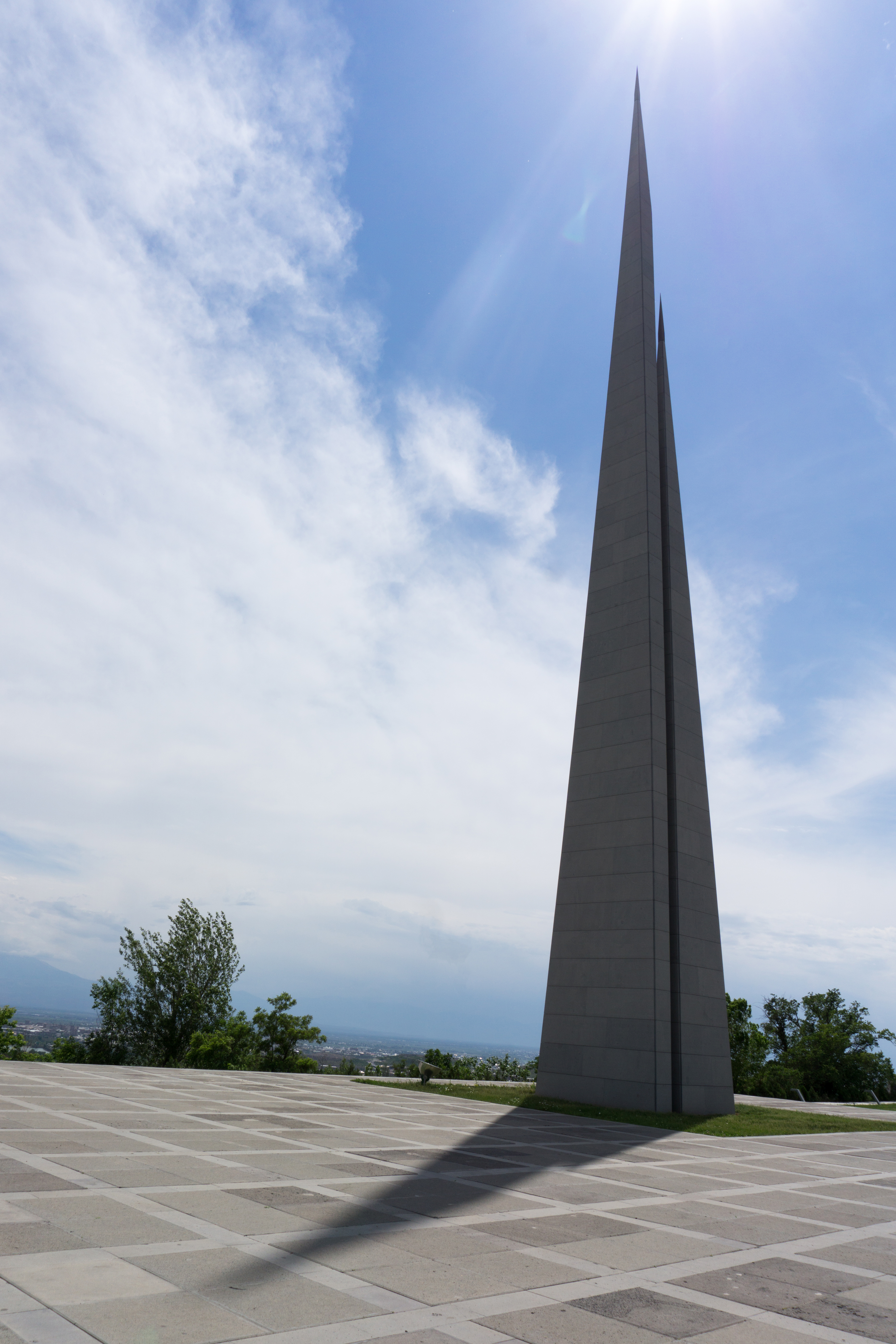
برج النصب التذكاري وظله
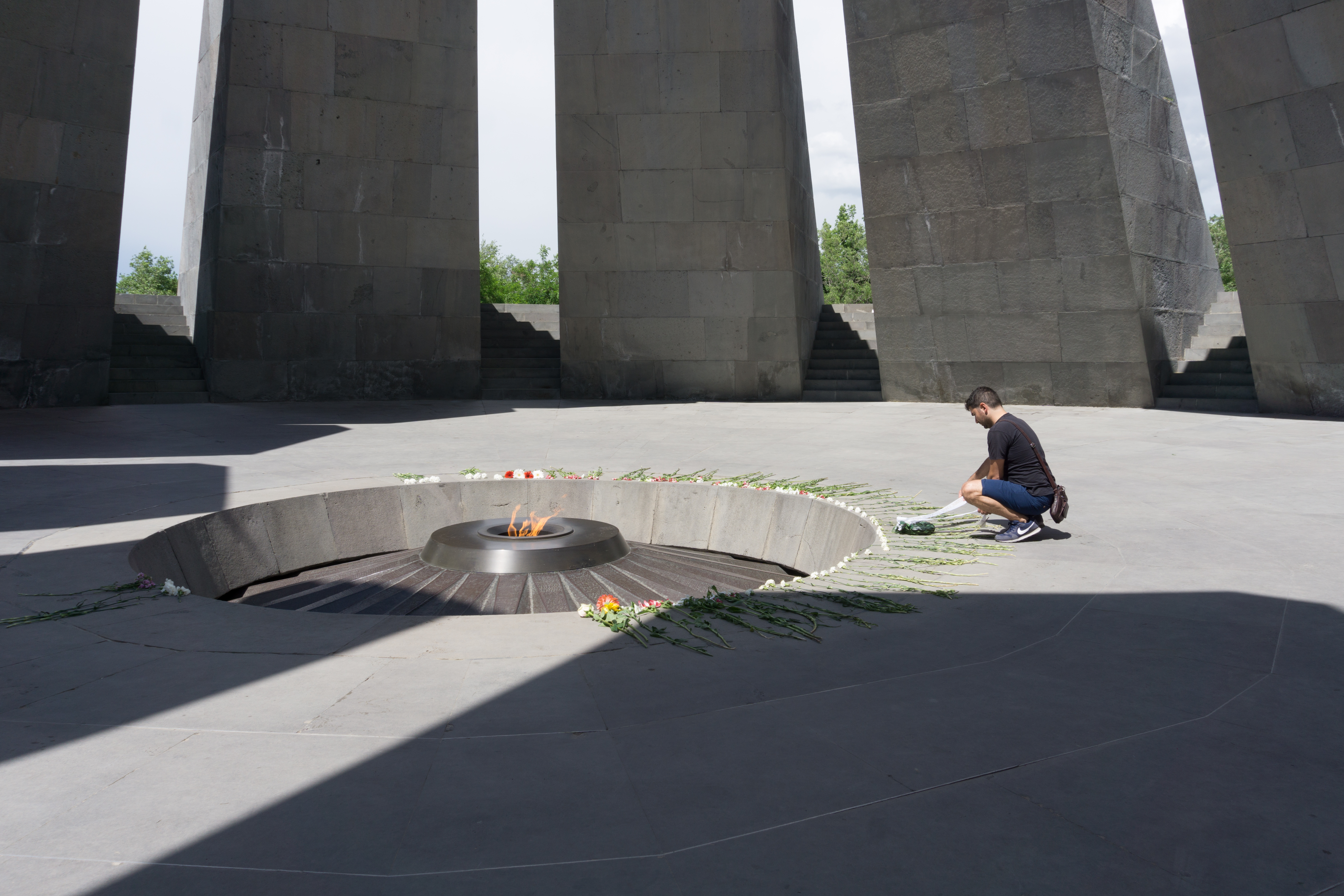
رجل يضع الزهور بجانب النصب التذكاري
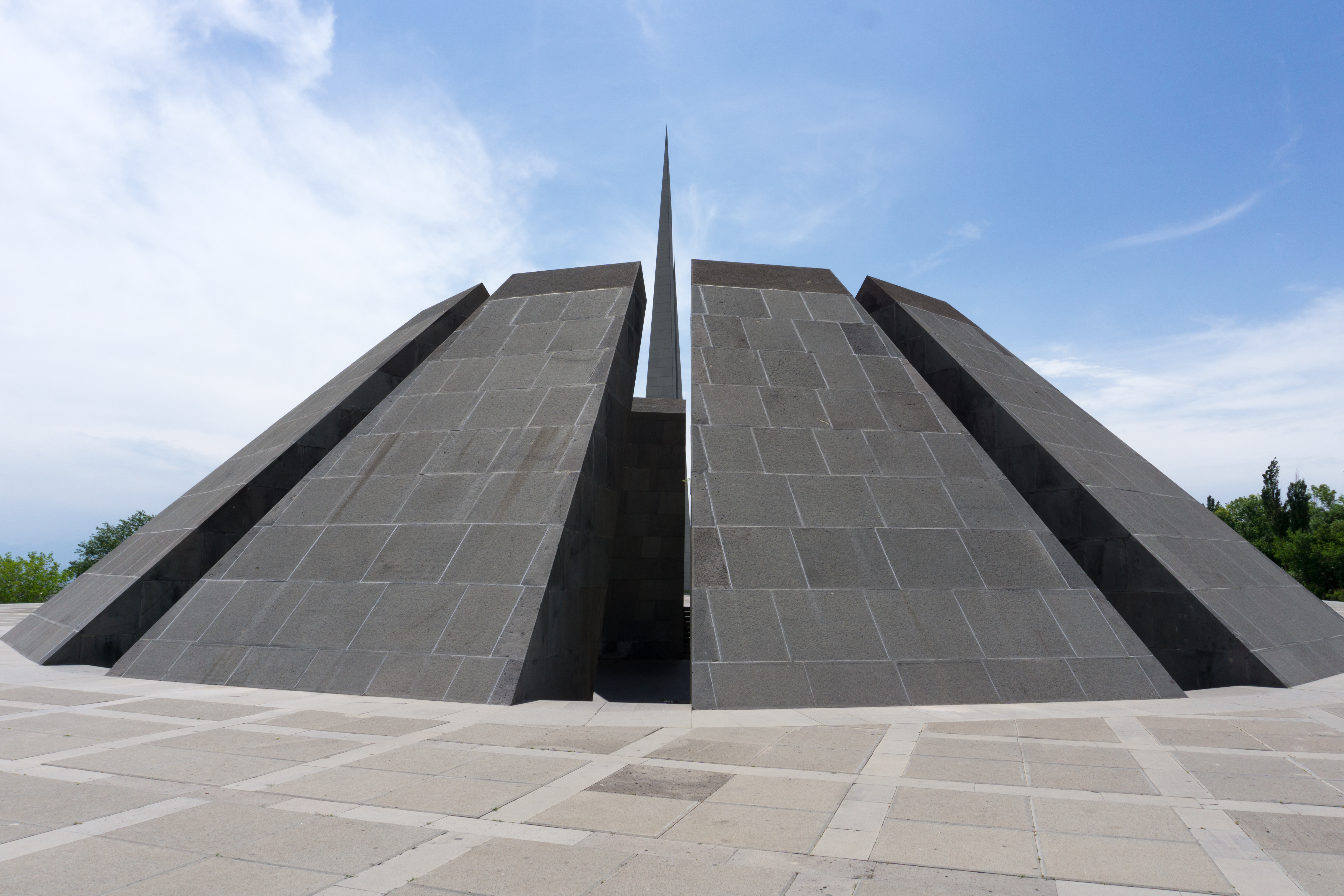
نصب تذكاري للإبادة الجماعية الأرمنية
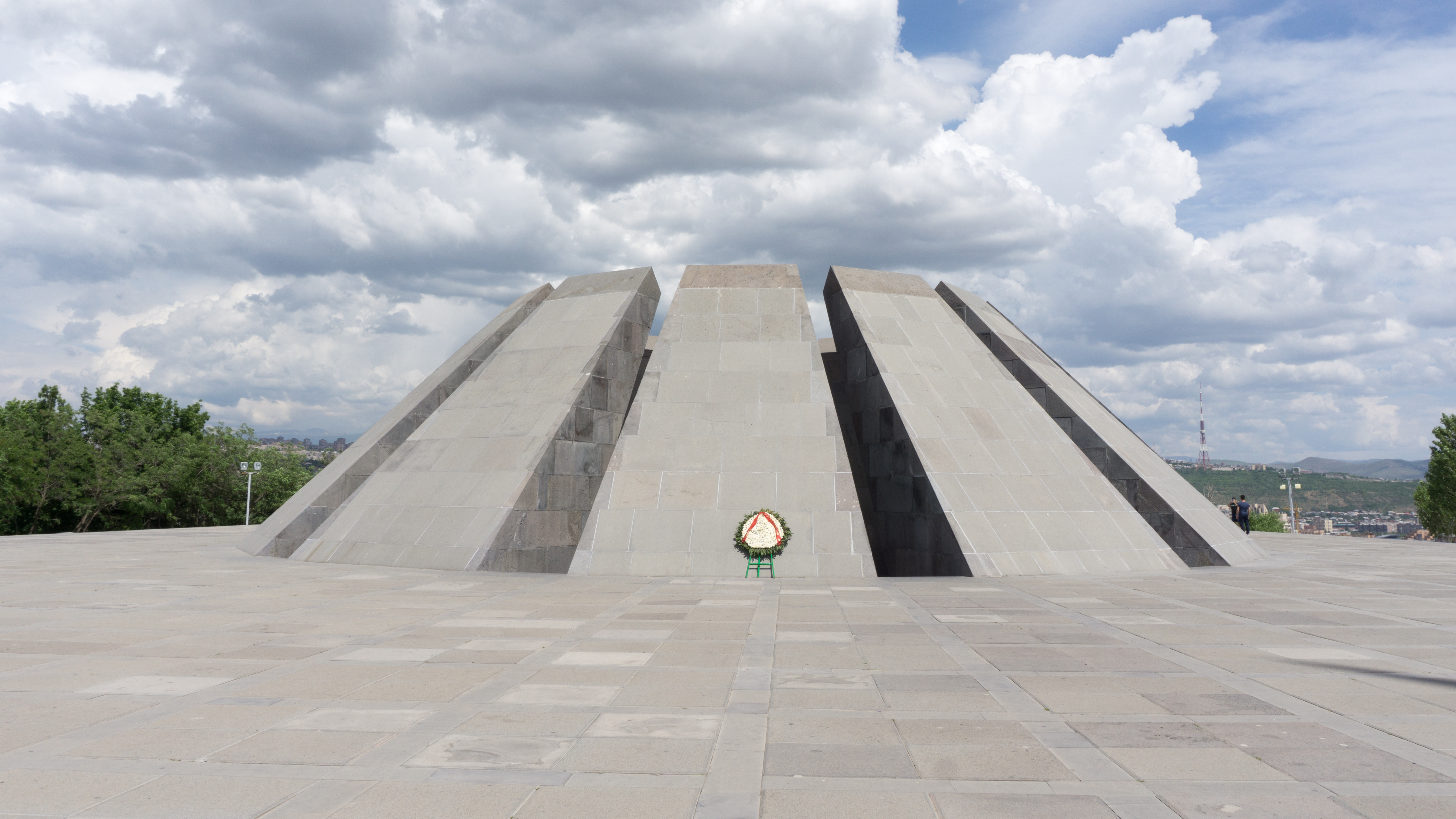
أمام النصب التذكاري مع الواجهة الخلفية لبرج تلفزيون يريفان
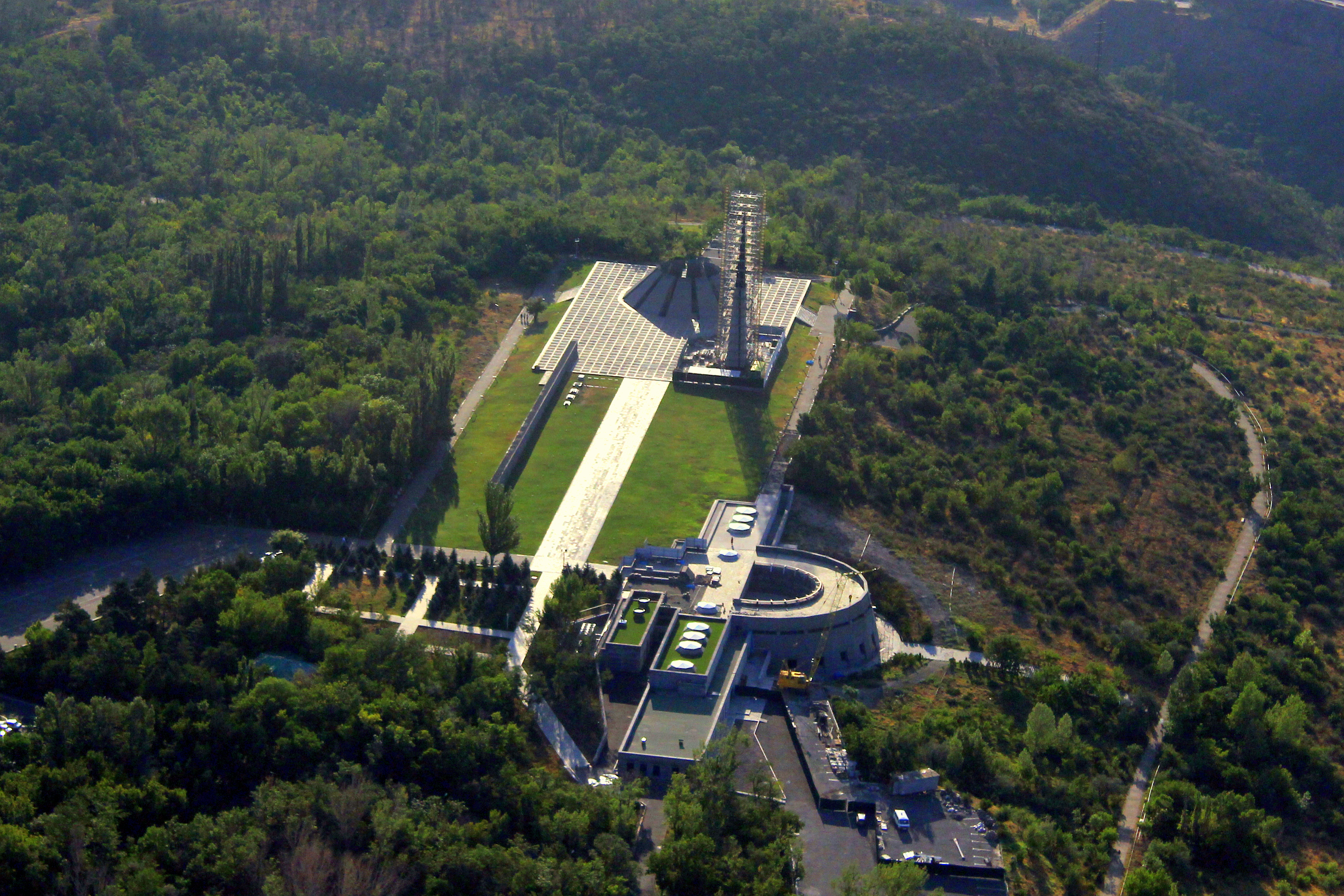
تلة تسيتسيرناكابيرد بمنظور عين الطائر